# Ianthocincla
Ianthocincla is een geslacht van zangvogels uit de familie Leiothrichidae. Dit geslacht is afgesplitst van het geslacht Garrulax en telt acht soorten.

## Soorten
- Ianthocincla bieti  – Biets lijstergaai
- Ianthocincla cineracea  – Baardlijstergaai
- Ianthocincla konkakinhensis – Kastanjeoorlijstergaai
- Ianthocincla lunulata – Geschubde lijstergaai
- Ianthocincla maxima  – Reuzenlijstergaai
- Ianthocincla ocellata  – Bonte lijstergaai
- Ianthocincla rufogularis – Roodkinlijstergaai
- Ianthocincla sukatschewi – Kansulijstergaai